# Corneli Lacó
Corneli Lacó (en llatí Cornelius Laco) va ser un magistrat imperial romà.
Originàriament apareix com a pretor del consell i va ser promogut per Galba a camarlenc de la cort (70) i prefecte del pretori reemplaçant Sofoni Tigel·lí nomenat per Neró. Juntament amb Tit Vini i Icel Marcià, va ser un dels tres favorits de l'emperador, del grup més influent conegut com els "pedagogs", qui de fet controlaven l'Imperi degut a la feblesa i avançada edat de Galba.
Segons Tàcit, quan Otó va pujar al poder després de la mort de Galba, Lacó va ser enviat a l'exili, però el centurió que el vigilava tenia ordres de matar-lo en secret pel camí cosa que suposadament va fer. Plutarc diu en canvi que els soldats d'Otó li van tallar el cap poc després d'assassinar Galba.